# Кадзьо (ненґо)
Кадзьо́ (яп. 嘉祥 — кадзьо, «благословенне щастя») — ненґо, девіз правління імператора Японії з 848 по 851 роки.

## Порівняльна таблиця
| Роки Кадзьо             | 1    | 2    | 3    | 4    |
| Григоріанський календар | 848  | 849  | 850  | 851  |
| Китайський календар     | 戊辰 | 己巳 | 庚午 | 辛未 |